# Hello! Project 2010 WINTER 歌超風月〜モベキマス!〜
『Hello! Project 2010 WINTER 歌超風月〜モベキマス!〜』は、2010年1月に開催されたハロー!プロジェクトに所属しているアーティストによる合同コンサートツアー。

## 概要
- モベキマスとは出演アーティストの頭文字を表している。
  - モーニング娘。、Be（ベ）rryz工房、℃（キ）-ute、真（マ）野恵里菜、スマイレージ
- DVDとBlu-rayで発売。『Hello! Project 2010 WINTER 歌超風月 〜シャッフルデート〜』とともにHello! Project初のBlu-ray Disc作品である。

## 出演者
- モーニング娘。、Berryz工房、℃-ute、真野恵里菜、スマイレージ
- MC まこと

## 日程
1月2日は夜公演のみ、3日は1日3公演、他は全て1日2公演。
- 2010年1月2日 - 4日・9日・10日：中野サンプラザ
- 1月16日：大阪厚生年金会館
- 1月23日：中京大学文化市民会館

## DVD・Blu-ray
『Hello! Project 2010 WINTER 歌超風月 〜モベキマス!〜』（2010年4月28日、DVD）、（2010年8月4日、Blu-ray）
1. OPENING
2. ボン キュッ!ボン キュッ!BOMB GIRL
3. ジンギスカン
4. VTR 映像（メンバー紹介）
5. MC
6. スキちゃん（スマイレージ）
7. Love & Peace = パラダイス（真野恵里菜・スマイレージ）
8. ラッキーオーラ（真野恵里菜・スマイレージ）
9. MC
10. SHOCK!（℃-ute）
11. EVERYDAY 絶好調!!（℃-ute）
12. 都会っ子 純情（℃-ute）
13. MC
14. 雄叫びボーイ WAO!（Berryz工房）
15. HAPPY!Stand up（Berryz工房）
16. ライバル（Berryz工房）
17. MC
18. マノピアノ（真野恵里菜）
19. MC
20. オトナになるって難しい!!!（スマイレージ）
21. 女が目立って なぜイケナイ（モーニング娘。）
22. MC
23. すべては愛の力（モーニング娘。）
24. Ambitious! 野心的でいいじゃん（モーニング娘。）
25. 気まぐれプリンセス（モーニング娘。）
26. MC
27. モーニング娘。・Berryz工房・℃-ute曲 メドレー（モーニング娘。・Berryz工房・℃-ute）
28. 青春ソング（℃-ute・真野恵里菜・スマイレージ）
29. 流星ボーイ（Berryz工房・℃-ute・真野恵里菜・スマイレージ）
30. そうだ! We're ALIVE
31. MC
32. 青空がいつまでも続くような未来であれ!